# Faro dismesso della Diga Curvilinea
Il faro dismesso della Diga Curvilinea è un faro marittimo non più in uso situato a Livorno, all'estremità settentrionale della diga che fronteggia l'imboccatura del porto labronico.

## Storia
L'infrastruttura originaria venne attivata nel 1857, contemporaneamente all'entrata in funzione del faro della Diga Curvilinea posto all'estremità opposta del complesso ingegneristico  progettato da Vittorio Poirel.
Il faro originario è stato disattivato in epoca recente e al suo posto è stato installato di fianco alla torre un più moderno e funzionale fanale a luce ritmica e ad alimentazione fotovoltaica, posto su un palo metallico a fasce rosse e verdi, dotato di una lampada da 60 Watt che emette un lampo rosso e verde ogni 3 secondi della portata di 7 miglia nautiche.

## Architettura
Il faro si trovava alla sommità della torre a sezione ottagonale in pietra, alta 20 metri e poggiante su un possente basamento a pianta circolare; la struttura turriforme si articola su due livelli ed appare come una "gemella" della torre all'estremità opposta della diga.